# McNab, Arkansas
McNab là một thị trấn thuộc quận Hempstead, tiểu bang Arkansas, Hoa Kỳ. Năm 2010, dân số của thị trấn này là 68 người.

## Dân số
- Dân số năm 2000: 37 người.
- Dân số năm 2010: 68 người.